# Luciana Paoli
Luciana Paoli (* um 1940) ist ein ehemaliges italienisches Model und Schauspielerin.
Paoli trat ab 1954 bis 1959 in einigen Filmen auf; dann erneut von 1965 bis 1968. Bekannt wurde die üppige Blondine durch Fotoromane. So war sie drei Jahre lang in der Serie Sadistik als dessen Gefährtin „Dana“ zu sehen.
Daneben zierte sie die Titelblätter mehrerer Magazine, so von Male (Februar 1960), Frolic (August 1961), von The Vagabond und Alta Tensione.
Nach 1969 verliert sich ihre Spur.

## Filmografie
- 1954: Semiramis, die Kurtisane von Babylon (La cortigiana di Babilonia)
- 1956: Die schönste Frau der Welt (La donna più bella del mondo)
- 1959: Die Folterknechte von Rocco Nera (L'arcierenbero)
- 1963: Geheimagent S. schlägt zu (L'Honorable Stanislas, agent secret)
- 1965: Casanova ’70
- 1965: Rächer der Mayas (Il vendicatore dei Mayas)
- 1967: Lotosblüten für Miss Quon